# Gmina Opalenica
Die Gmina Opalenica ist eine Stadt-und-Land-Gemeinde im Powiat Nowotomyski der Woiwodschaft Großpolen in Polen. Ihr Sitz ist die gleichnamige Stadt (deutsch Opalenitza) mit etwa 9600 Einwohnern.

## Geographie

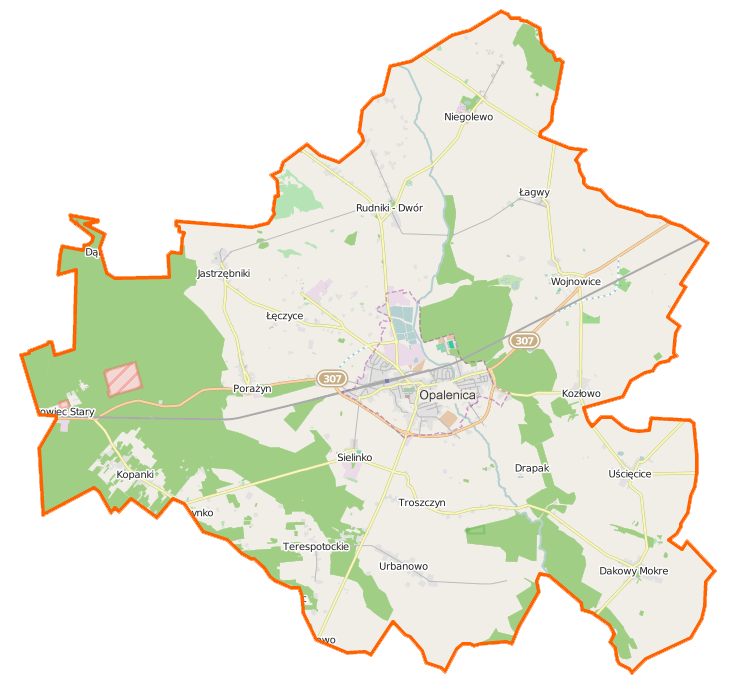
Karte der Gemeinde

Die Gemeinde liegt im Westen der Woiwodschaft. Die Grenze zur Woiwodschaft Lebus ist 30 Kilometer entfernt. Die Woiwodschafts-Hauptstadt Posen liegt etwa 30 Kilometer östlich, die Kreisstadt Nowy Tomyśl (Neutomischel) etwa acht Kilometer westlich. Nachbargemeinden sind die Gemeinden Kuślin und Duszniki im Norden, Buk im Osten, Granowo und Grodzisk Wielkopolski im Süden sowie Nowy Tomyśl im Westen.
Zu den Fließgewässern gehört die Mogilnica. Eine Hügelkette im Westen des Gemeindegebiets erreicht Höhen bis zu 108 Metern.
Die Gemeinde hat eine Fläche von 147,7 km², von der 67 Prozent land- und 25 Prozent forstwirtschaftlich genutzt werden.

## Geschichte

### Verwaltungsgeschichte
Das heutige Gemeindegebiet gehörte, unterbrochen durch die deutsche Besatzungszeit im Zweiten Weltkrieg, von 1919 bis 1975 zur Woiwodschaft Posen mit unterschiedlichem Zuschnitt. – Die deutsche Minderheit wurde nach dem Weltkrieg vertrieben.
Die Landgemeinde Opalenica wurde 1954 aufgelöst und wiederholt in verschiedene Gromadas umgewandelt. Aus diesen wurde die Landgemeinde am 1. Januar 1973 neu gebildet. Von 1975 bis 1998 gehörte das Gemeindegebiet zur stark verkleinerten Woiwodschaft Posen. Der Powiat wurde in dieser Zeit aufgelöst. Stadt- und Landgemeinde Opalenica wurden 1990/1991 zur Stadt-und-Land-Gemeinde zusammengelegt. Diese gehört seit 1999 zur Woiwodschaft Großpolen und zum wieder eingerichteten Powiat Nowotomyski.

### Partnerschaften
Gemeindepartnerschaften bestehen mit:
- Zevenbergen, Niederlande – seit 1991
- Königslutter am Elm, Deutschland – seit 1998
- Storkow, Deutschland – seit 2003
- Horodok, Ukraine – seit 2010
- Neman (Ragnit), Russland – seit 2010.

## Wappen
Das Wappen ist seit 1616 nachgewiesen und wurde im Gemeindestatut vom 6. Dezember 2002 festgelegt. Es zeigt auf silbernem Schild einen grünen Rosentrieb mit drei roten Blüten hinter einem goldenen Schlüssel.

## Gliederung
Zur Stadt-und-Land-Gemeinde (gmina miejsko-wiejska) Opalenica mit 16.357 Einwohnern (Stand 31. Dezember 2020) gehören die Stadt selbst und 16 Dörfer (deutsche Namen, amtlich bis 1945) mit Schulzenämtern (sołectwa):
| Name            | deutscher Name (1815–1918)        | deutscher Name (1939–1945)                |
| --------------- | --------------------------------- | ----------------------------------------- |
| Opalenica       | Opalenica 1875–1918 Opalenitza    | 1939–1943 Opalenitza 1943–1945 Oppenbach  |
| Dakowy Mokre    | Dakowy Mokre                      | Nassenau                                  |
| Jastrzębniki    | Jastrzembnik                      | Eggendorf                                 |
| Kopanki         | Kopanke                           | Sandorf                                   |
| Kozłowo         | Kozlowo                           | Erlendorf                                 |
| Łagwy           | Lagwy                             | Krummdorf                                 |
| Łęczyce         | Lenker Hauland                    | Lenkerhauland                             |
| Niegolewo       | Niegolewo                         | Lindental                                 |
| Porażyn         | Porazyn                           | Eichenhorst                               |
| Porażyn-Dworzec | Bahnhof Eichenhorst               | Bahnhof Eichenhorst                       |
| Rudniki         | Rudnik                            | Ruhenheim                                 |
| Sielenko        | Sielenko                          | 1939–1943 Schöneichen 1943–1945 Sellingen |
| Terespotockie   | Terespotocke 1912–1918 Teresfelde | Teresfelde                                |
| Troszczyn       | Troszczyn                         | Wiesenhauland                             |
| Urbanowo        | Urbanowo                          | Laubdorf                                  |
| Uścięcice       | Usciencice                        | Falldorf                                  |
| Wojnowice       | Woynowice                         | Kriegerau                                 |

Die kleinen Orte und Weiler Bukowiec Stary, Porażyn Ośrodek und Porażyn Tartak gehören zum Schulzenamt  Porażyn-Dworzec; Drapak (Drapak, (1939–1945)), Liebwalde und der Weiler Sielinko (osada) gehören zum Schulzenamt Troszczyn.

## Verkehr
Die Autobahn A2 (Berlin–Warschau, Europastraße 30) verläuft nördlich des Gemeindegebiets. Die Woiwodschaftsstraße DW307 führt über die Nachbarstadt Buk, wo Anschluss an die Autobahn besteht, nach Posen.
An der Bahnstrecke Berlin–Posen–Warschau bestehen der Bahnhof Opalenica sowie die Haltepunkte Porażyn und Wojnowice Wielkopolskie.
Der nächste internationale Flughafen ist Poznań-Ławica.